# Выгнанка (Житомирская область)
Вы́гнанка (укр. Вигнанка) — село на Украине, находится в Любарском районе Житомирской области.
Код КОАТУУ — 1823182401. Население по переписи 2001 года составляет 693 человека. Почтовый индекс — 13145. Телефонный код — 4147. Занимает площадь 21,968 км².

## Адрес местного совета
13145, Житомирская область, Любарский р-н, с.Выгнанка, ул.Победы, 1